# Vojna v Maroku
Vojna v Maroku, imenovana tudi vojna v Afriki, je bila vojni konflikt. Začela ga je španska vojska, na severu Afrike, ki se je spremenila v dolgo vojno in je trajala skoraj dve desetletji. Bila je kolonialna vojna, ki je na odločilen način vplivala na špansko politično življenje. Spor se je dogajal na goratem območju, blizu mesta Melilla.

## Barranco del Lobo
Za Španijo je bil interes za mediteransko obalo na severu Afrike, bolj kot za svoje gospodarske koristi, motiviran za odprto možnost obnovitve narodnega ugleda, ki so ga izgubili po letu 1898. Španska prisotnost v Maroku, je bila dogovorjena s Francijo s skrivno podpisanim sporazumom, leta 1904. Na Algecirski konferenci, leta 1906 je španska prisotnost bila potrjena. Leta 1908 so se začeli incidenti in pogajanja s plemeni, ki so se upirali španski vojni prisotnosti. Leta 1909 so se plemena iz pokrajine Rif uprla španskim delavcem v rudnikih železa v pokrajini Rif, blizu mesta Melilla, ki je povzročila vpletenost španske vojske.
Ukaz vključitve v vojaške enote rezervistov je povzročila val protestov po celotni Španiji. Poleg tega, so novice o prvih bojih dokazale, da vojna v Maroku ne bo kratkotrajna. 27. julija je pokol španske vojske v Barranco del Lobo povzročil 150 mrtvih v enem dnevu in več kot tisoč mrtvih pred koncem meseca.
Leta 1909 je liberalna stranka, skupaj z drugimi opozicijskimi silami, povzročila eno izmed najbolj izrazitih kriz v Barceloni, poznana kot Tragičen Teden (La Semana Trágica). Stavka, razglašena v Barceloni, 26.julija 1909, se je spremenila v javno vstajo. Sledili so dnevi napadov in požarov, ki so se zaključili z več sto mrtvimi in več stotinami ranjenih. Kar se je zgodilo v Barceloni, ni bil osamljen dogodek. Protesti so se razširili v več provinc. Oktobra, leta 1909, je bilo na severu Afrike okoli 40.000 španskih vojakov. Vojna v Maroku se je spremenila v silovit spor. Nezadovoljstvo je povzročila krivica sistema vojaškega vpoklica. Nov zakon služenja vojaškega roka, sprejet leta 1912, je dovolil zmanjšano vojaško služenje, po lastni izbiri, v zameno za plačilo. Sinovi revnejših družin so bili poslani umret v Maroko, medtem, ko so otroci plemičev in visokega meščanstva sodelovali v vojni kot uradniki.

## Katastrofa v Annualu
V letih vojne se je aktivnost v vojski zmanjšala na opazen način. Vendar so spomladi leta 1921 francoske vojaške ofenzive obudile načrte, ki so zahtevale učinkovito okupacijo celotnega protektorata. Leta 1921, so španske čete utrpele hud vojaški poraz v Annualu. 22. julija 1921, blizu maroškega kraja Annual, so jih porazili prebivalci Rifa, katerim je poveljeval Abd el-Krim, vojaški vodja (“el caudillo”), kateremu je uspelo dvigniti plemena Rif, ki so se uprla španski prevladi. To je privedlo do sprememb španske kolonialne politike v Rifski vojni. Malo vojaških porazov je bilo tako hudih, niti niso imeli tako dolgotrajnih posledic kot katastrofa v Annualu. Zgodbe preživelih in prič, ki so se vrnili na scenarij ubojev so odkrili grozo, ki se je zgodila. Katastrofa v Annualu je povzročila strašen vtis v javnosti, ki je nasprotovala vojni. V državi se je zgodilo veliko protestov. Republikanci in socialisti so zahtevali zapustitev Maroka. Vojaško poročilo debate o odgovornosti katastrofe, za katerega je bil zadolžen general Picasso, se je omejeval na vojaške odgovornosti. Na dan so prišle malomarnosti in podkupovanja ukazov. Vendar je opozicija zahtevala govoriti tudi o odgovornih politikih, vključno z monarhom, ki je bil odločen zaščitnik vojaškega posredovanja. Napetost se je nadaljevala do poletja 1923, ko so se v Maroku zmanjšali boji. 13. decembra, je general Katalonije, Miguel Primo de Rivera, razglasil stanje vojne. Državni udar je ukinil parlament, ki bi en teden pozneje diskutiral o poročilu odgovornosti Annuala.
Leta 1924 je pritisk afriških vojakov prisilil diktatorja povečati boje in se s Francijo dogovoriti o pogojih za končanje vojaške kampanje v zvezi z republiko Rif. 8. Septembra 1925 so se španske vojaške čete izkrcale v zalivu Alhucemas. Sledil je hiter prodor v notranjost, do srečanja z Francozi, ki so prihajali z juga. Spomladi, leta 1926, ko so se nadaljevali boji v še zadnjih uporniških območjih, se je Abd el-Krim predal francoskim oblastem. Vojaške operacije  so se še nadaljevale do poletja 1927.

## Konec vojne
Na koncu je Francija odstopila Španiji v upravo 5% maroškega teritorija. Plemena pokrajine Rif so se še večkrat upirala proti španskim oblastem, pred in po podpisu protektorata. Vojaki, ki so si svojo kariero ustvarili v vojni, so postali v naslednjem desetletju glavni junaki španske politike. Državni udar, ki je delil državo na dva dela, poleti leta 1936, se je začel v Maroku z vstajo generala Francisca Franca. Glavno vprašanje nadaljnjega razvoja španske državljanske vojne je bilo pripravljenost privesti veteranske čete afriške vojske na španska tla.